# 프라쇼케레티
프라쇼케레티(Frashokereti)는 조로아스터교의 종말론으로, 세계에서 가장 오래된 종말론이다. 기원전 500년 이전에 이미 조로아스터교는 신에 의한 불의 종말을 통해 세상의 종말이라는 개념을 도입하였다.

## 같이 보기
- 만물회복설
- 칼리 유가
- 천년왕국설
- 라그나로크